# Beñat Prados
Beñat Prados Díaz (Pamplona, Navarra, España, 8 de febrero de 2001) es un futbolista español que juega de centrocampista en el Athletic Club de la Primera División de España.

## Trayectoria
Beñat llegó a las categorías inferiores del Athletic Club en categoría cadete, con catorce años, procedente de la UDC Txantrea. En noviembre de 2018 pasó al segundo filial rojiblanco, el CD Basconia, en Tercera División tras recuperarse de una fractura en su brazo izquierdo. En la campaña 2019-20 alternó el Basconia y el Bilbao Athletic.Promocionó de manera definitiva al Bilbao Athletic de Joseba Etxeberria para la temporada 2020-21.Durante la misma fue convocado a un encuentro del primer equipo frente al Sevilla FC, sin llegar a debutar.Al término de su primera campaña en el filial, renovó su contrato con el club rojiblanco hasta junio de 2025.Además, fue uno de los elegidos para realizar la pretemporada con el Athletic Club en el verano de 2021 bajo las órdenes de Marcelino, aunque finalmente continuó jugando en el filial.
El 14 de julio de 2022 fue cedido por una temporada al CD Mirandés de la Segunda División.En el cuadro rojillo fue titular indiscutible durante toda la campaña alternando la posición de centrocampista y central.
El 19 de agosto de 2023 debutó en Primera División, en El Sadar, frente a Osasuna (0-2) sustituyendo a Imanol.El 1 de septiembre, tras la marcha de Javi Martón, se le hizo ficha del primer equipo con el dorsal 24.Tras unos primeros meses en los que llegó a jugar como lateral derecho o central, en diciembre se hizo con un hueco en el centro del campo dando un gran rendimiento.El 6 de abril de 2024 fue titular en la final de Copa frente al RCD Mallorca, siendo sustituido al descanso por Mikel Vesga.El 27 de junio se anunció su renovación hasta 2031, convirtiéndose en el tercer jugador de la plantilla con mayor duración de contrato.
El 28 de agosto de 2024 marcó su primer gol con el Athletic Club, en San Mamés, tras un remate de cabeza frente al Valencia CF (1-0).Tres meses después anotó, también con la cabeza, en Liga Europa frente al IF Elfsborg (3-0).

## Selección nacional
Fue internacional en diversas categorías inferiores de la selección española. En 2017 acudió a un torneo amistoso con la selección sub-16 dirigida por Santi Denia. También fue internacional sub-18, sub-19 y sub-20.

## Estadísticas

### Clubes
Actualizado al último partido disputado el 7 de noviembre de 2024.
| Club                     | Div.          | Temporada     | Liga  | Liga  | Copas nacionales | Copas nacionales | Copas internacionales | Copas internacionales | Total | Total |
| Club                     | Div.          | Temporada     | Part. | Goles | Part.            | Goles            | Part.                 | Goles                 | Part. | Goles |
| ------------------------ | ------------- | ------------- | ----- | ----- | ---------------- | ---------------- | --------------------- | --------------------- | ----- | ----- |
| C. D. Basconia · España  | 3.ª           | 2018-19       | 8     | 2     | ―                | ―                | ―                     | ―                     | 8     | 2     |
| C. D. Basconia · España  | 3.ª           | 2019-20       | 15    | 1     | ―                | ―                | ―                     | ―                     | 15    | 1     |
| C. D. Basconia · España  | Total club    | Total club    | 23    | 3     | 0                | 0                | 0                     | 0                     | 23    | 3     |
| Bilbao Athletic · España | 2.ª B         | 2019-20       | 13    | 0     | ―                | ―                | ―                     | ―                     | 13    | 0     |
| Bilbao Athletic · España | 2.ª B         | 2020-21       | 25    | 1     | ―                | ―                | ―                     | ―                     | 25    | 1     |
| Bilbao Athletic · España | 1.ª F         | 2021-22       | 33    | 3     | ―                | ―                | ―                     | ―                     | 33    | 3     |
| Bilbao Athletic · España | Total club    | Total club    | 71    | 4     | 0                | 0                | 0                     | 0                     | 71    | 4     |
| C. D. Mirandes · España  | 2.ª           | 2022-23       | 39    | 0     | 2                | 0                | —                     | —                     | 41    | 0     |
| C. D. Mirandes · España  | Total club    | Total club    | 39    | 0     | 2                | 0                | 0                     | 0                     | 41    | 0     |
| Athletic Club · España   | 1.ª           | 2023-24       | 26    | 0     | 7                | 0                | —                     | —                     | 33    | 0     |
| Athletic Club · España   | 1.ª           | 2024-25       | 30    | 1     | 2                | 0                | 13                    | 1                     | 45    | 2     |
| Athletic Club · España   | 1.ª           | 2025-26       | 0     | 0     | 0                | 0                | 0                     | 0                     | 0     | 0     |
| Athletic Club · España   | Total club    | Total club    | 56    | 1     | 9                | 0                | 13                    | 1                     | 78    | 2     |
| Total carrera            | Total carrera | Total carrera | 189   | 8     | 11               | 0                | 13                    | 1                     | 213   | 9     |

## Palmarés

### Campeonatos nacionales
| Título       | Equipo        | País   | Año  |
| ------------ | ------------- | ------ | ---- |
| Copa del Rey | Athletic Club | España | 2024 |

### Trofeos regionales
| Título                 | Equipo        | Comunidad Autónoma | Año  |
| ---------------------- | ------------- | ------------------ | ---- |
| Euskal Herriko Txapela | Athletic Club | País Vasco         | 2024 |

## Vida personal
Tiene un hermano gemelo estudiante de medicina llamado Javier que juega a waterpolo. 